# أوكتيلوديكانول
أوكتيلوديكانول (بالإنجليزية:Octyldodecanol) هو كحول أولي متفرع السلسلة يستخدم كأيزومير 2-أوكتيل-1-دوديكانول في مستحضرات التجميل مثل أحمر الشفاه  كعامل مضاد للتفتح، بودرة الوجه. وهو عبارة عن مرطب متوسط الانتشار، مع ضغط انتشار متوازن يبلغ 17.0 داين / سم. أوكتيلوديكانول موجود في فئة كحول تفاعل غيربت، لأنه يحتوي على β في الموضع. بالمقارنة مع كحول الأراكيدل ، وهو الكحول الخطي الذي له نفس الوزن الجزيئي ، فإن له نقطة انصهار أقل، ومع ذلك يحتفظ بتطاير منخفض.

## الإنتاج
يتم إنتاج 2-أوكتيلوديكانول بواسطة تفاعل غيربت لكحول الديسيل.

## التفاعلات
عندما يذوب أوكتيلوديكانول مع قلوي فإنه ينتج حمض أوكتيل دوديكانويك عن طريق تفاعل نزع الهيدروجين.